# Francesco Canalini
Francesco Canalini (ur. 23 marca 1936 w Osimo we Włoszech) – duchowny katolicki, arcybiskup, emerytowany nuncjusz apostolski w Szwajcarii i Liechtensteinie.

## Życiorys
18 marca 1961 otrzymał święcenia kapłańskie i został inkardynowany do diecezji Osimo-Cingoli. W 1966 rozpoczął przygotowanie do służby dyplomatycznej na Papieskiej Akademii Kościelnej. 
28 maja 1986 został mianowany przez Jana Pawła II pro-nuncjuszem apostolskim w Indonezji oraz arcybiskupem tytularnym Valeria. Sakry biskupiej 12 lipca 1986 r. udzielił kard. Agostino Casaroli. 
Następnie reprezentował Stolicę Świętą w Ekwadorze (1991-1998) i Australii (1998-2004).
W 2004 został przeniesiony do nuncjatury w Szwajcarii, będąc jednocześnie akredytowanym w Liechtensteinie. W kwietniu 2011 przeszedł na emeryturę. Jego następcą został abp Diego Causero.